# Shelby megye (Ohio)
Shelby megye az Amerikai Egyesült Államokban, azon belül Ohio államban található. Megyeszékhelye és legnagyobb városa Sidney. Lakosainak száma 48 230 fő (2020. április 1.). Shelby megye Auglaize, Miami, Mercer, Darke, Champaign és Logan megyékkel határos.

## Népesség
A megye népességének változása:
| Lakosok száma | 49 353 | 49 305 | 49 197 | 49 192 | 48 901 | 48 230 |
|               | 2010   | 2011   | 2012   | 2013   | 2015   | 2020   |